# Аверчев, Владимир Петрович
Владимир Петрович Аверчев (1 ноября 1946, Пильнинский район, Горьковская область — 24 мая 2022, Москва) — депутат Государственной думы I и II созывов. Автор ряда научных публикаций.

## Биография
Родился 1 ноября 1946 года в Горьковской области.
Окончил нынешний Российский экономический университет имени Г. В. Плеханова по специальности «экономист».
До избрания в Госдуму работал советником Посольства РФ в США.
В период с 1990 по 1992 год являлся экспертом Комитета по международным делам Верховного совета РФ.
В октябре 1993 года был избран депутатом Государственной думы от блока «Явлинский — Болдырев — Лукин». Входил в состав комитета ГД по международным делам. Являлся инициатором федерального закона № 96700022-2 «О государственной политике в области сокращения и ликвидации вооружений». После окончания созыва также был избран на второй созыв.
Женат, есть дочь. Свободно владел английским языком.
С 2000 по 2010 год работал в бизнесе. С 2010 по 2013 год — ведущий эксперт Счётной палаты России; советник руководителя в Аналитическом центре при Правительстве России.
Скончался 24 мая 2022 года на 76-м году жизни.